# Emilio Bonifacio
Emilio José Bonifacio del Rosario (Santo Domingo, 23 de abril de 1985) es un utility player dominicano de Grandes Ligas que actualmente es agente libre, anteriormente jugó para los Arizona Diamondbacks, Miami Marlins, Atlanta Braves, Chicago Cubs, Toronto Blue Jays, Washington Nationals. En la República Dominicana pertenece a los Tigres del Licey siendo el capitán del equipo.

## Carrera
El 22 de julio de 2008, Bonifacio fue cambiado por los Diamondbacks a los Nacionales de Washington por el lanzador Jon Rauch y fue Triple-A con Columbus
Clippers.
Bonifacio fue llamado a las Grandes Ligas (jugó para los South Bend Silver Hawks antes de entrar en las Grandes Ligas) por los Nacionales el 1 de agosto, junto con otro infielder Alberto González.  Bonifacio se fue de 4-1, con una impulsada, una anotada, y un robo de base.
El 11 de noviembre de 2008 fue canjeado a los Marlins de la Florida por el jardinero izquierdo Josh Willingham y el lanzador Scott Olsen. El 31 de marzo de 2009, los Marlins anunciaron que Bonifacio sería su tercera base titular para la temporada. Bonifacio conectó su primer jonrón el 6 de abril de 2009, un batazo al interior del parque en el día inaugural contra los Nacionales de Washington. Este cuadrangular fue la primera vez en cuarenta y un años que se conecta un jonrón dentro del parque en el Día Inaugural, el último fue conectado en 1968 por Carl Yastrzemski.
En 2009 tuvo el menor OPS que cualquier titular en las Grandes Ligas, con .611.
Los Marlins decidieron enviar a Bonifacio para las ligas menores en 2010 después de los entrenamientos de primavera.
El 1 de mayo de 2011, bateó su primer jonrón fuera del parque, en un juego contra los Rojos de Cincinnati. 
Bonifacio ganó el Jugador del Mes de la Liga Nacional en julio de 2011.
Durante el inicio de la temporada 2012, Bonifácio lideró las Grandes Ligas en bases robadas, estuvo a salvo en sus primeros 20 intentos. Sin embargo, el 21 de mayo, fue colocado en la lista de lesionados después de lesionarse el pulgar izquierdo al intentar robar la segunda base; fue la primera vez que lo atraparon robando. Aunque se le asignó una licencia de manejar de 15 días, se esperaba que se perdiera al menos 4-6 semanas. Bonifácio fue activado el 13 de julio y reemplazó a su compañero Giancarlo Stanton, quien pasó a la lista de lesionados tras someterse a una operación en la rodilla derecha. Regresó a la alineación contra los Washington Nationals y se fue 3-0. El 4 de septiembre de 2012, Bonifácio fue retirado por el resto de la temporada 2012 debido a un esguince de rodilla derecha.

### Toronto Blue Jays

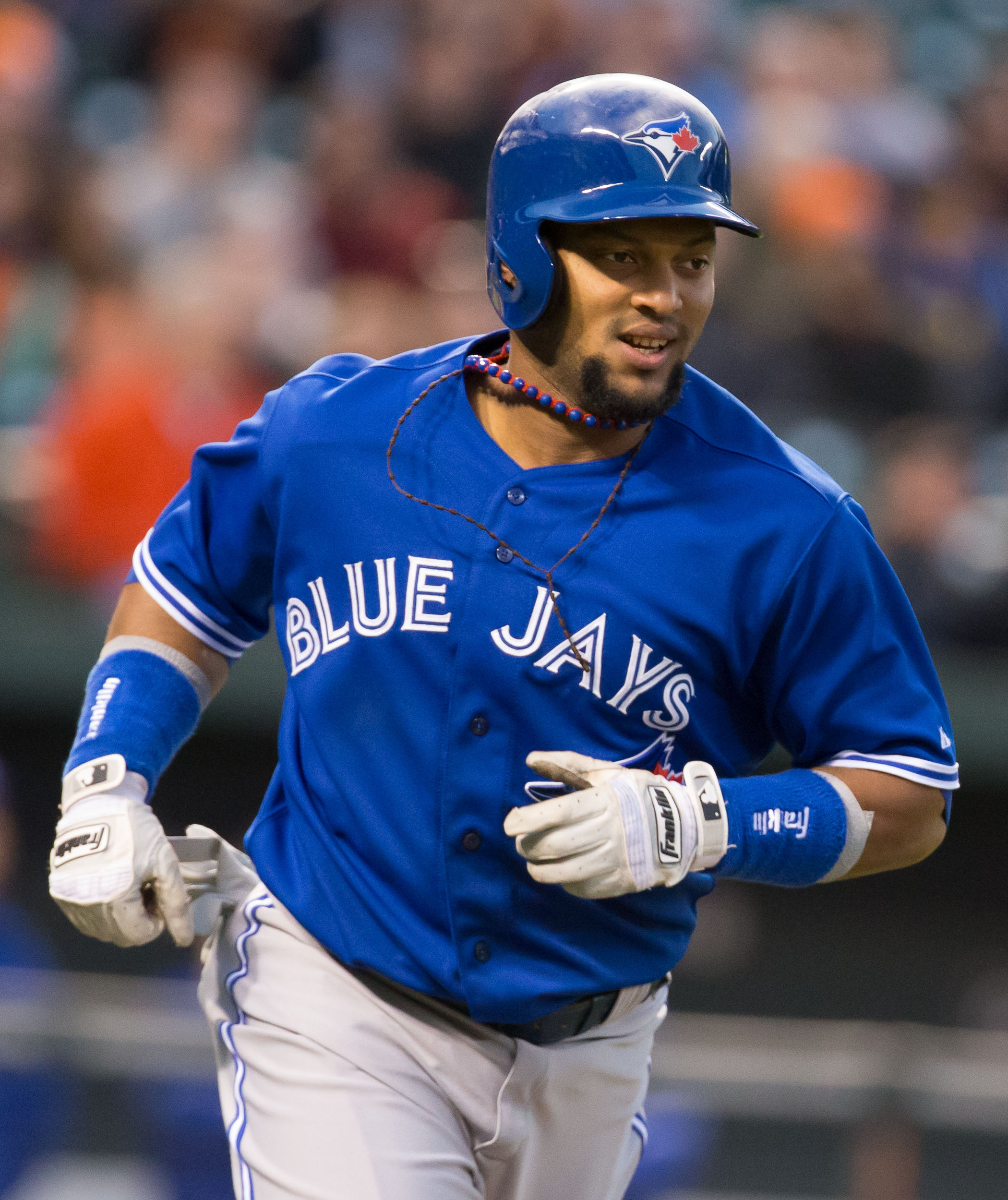
Bonifácio jugando para los Toronto Blue Jays en 2013

El 19 de noviembre de 2012, Bonifácio fue traspasado a los Toronto Blue Jays junto con Josh Johnson, José Reyes, John Buck y Mark Buehrle, a cambio de Jeff Mathis, Adeiny Hechavarria, Henderson Álvarez, Yunel Escobar, Jake Marisnick, Anthony DeSclafani, y Justin Nicolino. El 18 de enero de 2013, se anunció que los Azulejos habían evitado el arbitraje con Bonifácio, firmándolo con un contrato de un año por valor de ($ 2.6) millones. Bonifácio abrió la temporada como segunda base de Toronto, pero también tuvo tiempo en los jardines al comienzo de la temporada, principalmente cuando Maicer Izturis, el tercera base del día inaugural, jugaría segunda base. Hasta abril, Izturis tuvo más aperturas en la segunda base que Bonifácio. Después de que el campocorto José Reyes del Día Inaugural se lesionara y el reemplazo Munenori Kawasaki tuviera problemas, Izturis tuvo más tiempo en el campo corto, lo que le dio a Bonifácio la mayor parte de las aperturas en segunda base en mayo y junio, con Mark DeRosa también comenzando en segunda. Bonifácio se usó más desde el banco en julio después de caer a un inicio de (.203) con 51 ponches durante los primeros 3 meses de la temporada. Se usó más en el jardín izquierdo cuando Melky Cabrera se lastimó la rodilla el 1 de agosto, y también tuvo tiempo en el jardín central cuando Colby Rasmus se lastimó el oblicuo el 11 de agosto. En 94 juegos con los Azulejos, bateó para (.218) con 3 HR, 20 carreras impulsadas y 66 ponches.

### Kansas City Royals
El 14 de agosto de 2013, Bonifácio fue traspasado a los Kansas City Royals a cambio de dinero en efectivo o de un jugador que se nombraría más tarde. Bonifácio registró el hit número 500 de su carrera el 17 de agosto de 2013. Bonifácio se usó principalmente en la segunda base con los Reales en 2013, pero también vio tiempo en la tercera base y el jardín central. En 42 juegos con los Reales en 2013, bateó (.285) con 8 XBH, 11 carreras impulsadas y 21 carreras. En general en 2013 (136 juegos), bateó (.243) con 3 HR, 31 carreras impulsadas, 54 carreras, 103 ponches. Debido a la extraordinaria velocidad de Bonifácio en 2013, Emilio se robó 28 bases en 36 intentos. Fue designado para asignación el 1 de febrero de 2014, 2014, y puesto en libertad el 12 de febrero.

### Chicago Cubs
Bonifácio fue firmado con un contrato de ligas menores por los Chicago Cubs el 15 de febrero de 2014. El 30 de marzo de 2014, los Cachorros anunciaron que había hecho la lista del día inaugural. Bonifácio conectó su primer jonrón como Cachorro el 7 de junio, rompiendo la racha más larga sin jonrones de cualquier jugador activo, excluyendo a los lanzadores.

### Atlanta Braves
El 31 de julio de 2014, Bonifácio fue canjeado junto con James Russell a los Bravos de Atlanta a cambio de atrapar al prospecto Víctor Caratini.

### Chicago White Sox
El 8 de enero de 2015, Bonifácio firmó un contrato por un año y ($ 4) millones con los Chicago White Sox. Fue incluido en la lista de inhabilitados el 29 de julio y reintegrado el 14 de agosto. Bonifácio fue designado para asignación el 16 de agosto de 2015 y liberado dos días después. En 2015 con los Medias Blancas bateó (.167 / .198 / .192) en 78 turnos al bate.

### Segunda etapa con los Cubs
El 25 de agosto de 2015, Bonifácio firmó un contrato de ligas menores para regresar a los Cachorros.

### Segunda etapa con los Braves
El 18 de diciembre de 2015, Bonifácio firmó un contrato de un año por valor de ($ 1,25) millones de dólares para regresar a los Bravos de Atlanta. El equipo lo designó para asignación el 2 de abril de 2016 y fue liberado oficialmente el 6 de abril. Los Bravos renunciaron a Bonifácio a un contrato de ligas menores el 10 de abril de 2016. Los Bravos compraron su contrato, el 1 de mayo. Sin embargo, Bonifácio no fue elegible para una convocatoria hasta el 7 de mayo, ya que la Major League Baseball dictaminó que el equipo tenía que esperar 30 días después de la fecha de liberación de Bonifacio del 6 de abril para retirarlo. Bonifácio fue designado para asignación por segunda vez el 7 de julio. En 2016 con los Bravos bateó (.211 / .268 / .211) en 38 turnos al bate. En diciembre de 2016, Bonifácio firmó un nuevo contrato de ligas menores con la organización de los Bravos.
En 2017 con los Bravos, Bonifácio bateó (.132 / .150 / .211) en 38 turnos al bate. Fue designado para asignación el 2 de junio de 2017 y puesto en libertad el 6 de junio.

### Segunda etapa con los Diamondbacks
El 31 de julio de 2017, Bonifácio firmó un contrato de ligas menores con los Arizona Diamondbacks y jugó con los Jackson Generals. Fue elegido agencia libre el 6 de noviembre de 2017.

### Long Island Ducks
El 8 de mayo de 2018, Bonifácio firmó con los Long Island Ducks de la Liga Atlántica de Béisbol Profesional.

### Milwaukee Brewers
Bonifácio firmó un contrato de ligas menores con los Cerveceros de Milwaukee el 31 de agosto de 2018. Eligió la agencia libre el 2 de noviembre de 2018.

### Tampa Bay Rays
El 28 de enero de 2019, Bonifácio firmó un contrato de ligas menores con los Tampa Bay Rays que incluía una invitación a los entrenamientos primaverales. Fue liberado el 29 de marzo de 2019, pero volvió a firmar con otro contrato de ligas menores el 3 de abril. Se convirtió en agente libre después de la temporada 2019.

### Segunda etapa con los Nationals
El 28 de enero de 2020, Bonifácio firmó un contrato de ligas menores con los Nacionales de Washington. El 23 de julio, se anunció que Bonifacio había sido seleccionado para la lista de 40 hombres. El 6 de agosto, Bonifácio fue designado para asignación. El 7 de agosto, fue despedido y elegido agencia libre el 8 de agosto de 2020.